# Илатово (Архангельская область)
Илатово — деревня в Устьянском районе Архангельской области.

## География
Находится в южной части Архангельской области на расстоянии приблизительно 75 км на восток-северо-восток по прямой от административного центра района поселка Октябрьский на левом берегу реки Устья.

## История
Деревня была отмечена только уже в 1939 году в составе Бритвинского сельсовета Черевковского района. До 2022 года входила в Лихачёвское сельское поселение до его упразднения.

## Население
Численность населения: 18 человек (русские 94 %) в 2002 году, 17 в 2010.